# 道琛
道琛（どうちん、生年不詳 - 661年）は、百済滅亡直後の百済復興運動に蹶起した僧。

## 生涯
660年（義慈王20年・新羅武烈王7年）、百済が新羅・唐連合軍に滅ぼされると、百済の将軍であった鬼室福信と共に、倭国（日本）に人質として行っていた王子の扶余豊を王に推戴して周留城を根拠に反旗を翻し、復興運動に火をつけた。自らは領車将軍と称し、福信は霜岑将軍と称し、若干の日本の援助と共に、百済軍の残余と遺民を糾合して新羅・唐連合軍への一連の攻撃を繰り広げて気勢を轟かせたが、内紛が起こって道琛は福信によって殺害され、福信はまた扶余豊に殺された。このとき、唐の将軍劉仁軌が、劉仁願を援けてこれを討つと、復興運動は白江の戦いの後まもなく崩壊し、扶余豊は高句麗へ逃亡、百済は完全に滅亡した。
歴史研究家の小和田泰経は、経歴不詳で謎の多い道琛について「百済復興軍を率いた怪僧」と評し、百済を滅ぼした後の唐軍が、名将として名高い蘇定方率いる主力を高句麗討伐のために帰還させていた隙を衝いて、武烈王の子金仁泰率いる新羅7000名・劉仁願率いる唐1万名あまりの連合軍が駐留する泗沘を包囲した際、劉仁軌が応援に駆け付けたが、その使者への対応を一切突っぱねて追い返したということから、それだけの勢力を保持していたものの、それがあだとなって鬼室福信に暗殺されたと推測している。

## 道琛が登場した作品
- 『大王の夢』 （KBS、2012年 - 2013年、俳優：チョン・スンウ（朝鮮語版））